# Torpeda Whitehead 5m x 45cm
Whitehead 5m x 45cm – amerykańska torpeda Whiteheada kalibru 450 mm. Zamówienie na pierwsze 100 sztuk tego typu zostało złożone w 1896 roku w E.W. Bliss Company w Nowym Jorku. Opiewało ono na dostawę marynarce amerykańskiej torped oznaczonych jako Whitehead Mark III, jednak później desygnacja ta została zmieniona na Mark I.